# Гаљијарда III (Кјети)
Гаљијарда III (итал. Gagliarda III) је насеље у Италији у округу Кјети, региону Абруцо.
Према процени из 2011. у насељу је живело 110 становника. Насеље се налази на надморској висини од 108 м.